# Międzychód
Międzychód este un oraș în Polonia.